# Levan Silagadze
Levan Silagadze (Georgisch: ლევან სილაგაძე) (Roestavi, 4 augustus 1976) is een voormalig voetballer uit Georgië, die gedurende zijn loopbaan speelde als vleugelverdediger in onder meer Rusland, Letland, Israël en Azerbeidzjan. Hij beëindigde zijn actieve carrière in 2010 bij Standard Sumqayıt.

## Interlandcarrière
Silagadze speelde in de periode 1998–2001 in totaal 21 officiële interlands (nul doelpunten) voor het Georgisch voetbalelftal. Hij maakte zijn debuut voor de nationale ploeg op 6 februari 1998 in het vriendschappelijke duel tegen Letland, dat met 2-1 werd gewonnen. Hij viel in dat duel na 73 minuten in voor Gotsja Dzjamaraoeli.

## Erelijst
Skonto FC
- Lets landskampioen

1998, 1999
- Lets bekerwinnaar

1998